# Sezzadio
Sezzadio é uma comuna italiana da região do Piemonte, província de Alexandria, com cerca de 1.291 habitantes. Estende-se por uma área de 33 km², tendo uma densidade populacional de 39 hab/km². Faz fronteira com Carpeneto, Cassine, Castelnuovo Bormida, Castelspina, Gamalero, Montaldo Bormida, Predosa, Rivalta Bormida.

## Demografia
| Variação demográfica do município entre 1861 e 2011                               |
|                                                                                   |
| Fonte: Istituto Nazionale di Statistica (ISTAT) - Elaboração gráfica da Wikipedia |